# Benenitra (district)
Benenitra is een district van Madagaskar in de regio Atsimo-Andrefana. Het district telt 36.685 inwoners (2011) en heeft een oppervlakte van 4.912 km², verdeeld over 3 gemeentes. De hoofdplaats is Benenitra.
De voormalige bestuurder van het district was Herinjanahary Josoa, thans is hij bestuurder van het district Toliara II.